# 2022年盧阿拉巴省脫軌事故
2022年盧阿拉巴省脫軌事故發生於刚果民主共和国卢阿拉巴省Buyofwe村。此次脫軌事故造成75人死亡，125人受傷。

## 事件經過
2022年3月11日，一列由刚果国有鐵道运营的货物列车离开基坦塔镇前往布奥夫韦村。这列火车有10-15节车厢和数百名密航者。当地时间晚上11时50分，火车在Buyofwe村附近上山时脫軌。脫軌导致火车上的七节车厢坠入峡谷，造成75人死亡，125人受傷。